# Ligne nouvelle Keiō
La ligne nouvelle Keiō (京王新線, Keiō Shinsen) est une courte ligne ferroviaire de la compagnie privée Keiō à Tokyo au Japon. Elle relie la gare de Shinjuku à celle de Sasazuka. Cette ligne permet l'interconnexion entre la ligne Keiō et la ligne Shinjuku de la compagnie Toei.

## Histoire
La ligne nouvelle Keiō a été inaugurée le 30 octobre 1978. Les services interconnectés avec la ligne Shinjuku ont commencé le 30 mars 1980.

## Caractéristiques

### Ligne
- longueur : 3,6 km
- écartement des voies : 1 372 mm
- nombre de voies : double voie
- électrification : 1 500 Vcc

### Tracé
|  |

### Liste des gares
La ligne comporte 4 gares numérotées de KO-01 à KO-04
| Numéro | Station       | Nom japonais | Distance (km) | Correspondances | Arrondissement |
| ------ | ------------- | ------------ | ------------- | --- | -------------- |
| KO-01  | Shinjuku      | 新宿         | 0             | JR East : Chūō, Chūō-Sōbu, Saikyō, Shōnan-Shinjuku, Yamanote Odakyū : Odawara Tokyo Metro : Marunouchi Toei : Ōedo, Shinjuku (interconnexion) | Shinjuku       |
| KO-02  | Hatsudai (ja) | 初台         | 1,7           | | Shibuya        |
| KO-03  | Hatagaya      | 幡ヶ谷       | 3,2           | | Shibuya        |
| KO-04  | Sasazuka      | 笹塚         | 4,3           | Keiō : Keiō (interconnexion) | Shibuya        |